# Liste de patronymes ashkénazes
 (janvier 2023).
 (avril 2023).
Cette page est une liste de patronymes ashkénazes, c'est-à-dire de noms de famille qui ont été portés par des juifs d'Europe centrale et orientale ashkénazes.

## A
- Ackerman
- Adler
- Alter (homonymie)
- Alterman
- Altshul
- Altshuler
- Applebaum
- Auerbach

## B
- Bacharach
- Bader
- Baer
- Baker
- Bamberger
- Bayer
- Beerman
- Berg
- Berger
- Bergman
- Berkowitz
- Berliner
- Berlinski
- Berman
- Bernheim
- Bernstein
- Bloch
- Bloomberg
- Bornstein
- Brand
- Brandenstein
- Brandler
- Breslau
- Brodsky
- Brody
- Bronfman
- Brenner
- Braverman
- Birnbaum
- Buchsbaum

## C
- Cantor
- Charney
- Cohn

## D
- Dorf
- Dorfman
- Dreyfus
- Drucker

## E
- Eckstein
- Edelman
- Edelstein
- Einstein
- Eisenberg
- Einhorn
- Epstein
- Erlich

## F
- Falk
- Farber
- Feder
- Federman
- Feinstein
- Feldman
- Fink
- Fisher
- Fleischer
- Fleishman
- Florsheim
- Foerster
- Forman
- Frankel
- Fried
- Friedman
- Frum
- Fuchs

## G
- Garber
- Garfunkel
- Geffen
- Gelfand
- Geller
- Gerber
- Ginsberg
- Ginzburg
- Glass
- Glazer
- Glick
- Gluck
- Glucksman
- Gold
- Goldman
- Goldstein
- Gordon
- Gottlieb
- Graber
- Greenberg
- Gross
- Grossman
- Gruber

## H
- Halperin
- Hammerstein
- Hollander
- Horowitz
- Holzman
- Holtz
- Haver
- Hoch
- Hochman
- Hecht
- Hirschhorn
- Hirschfeld
- Hershkovitz
- Hertz
- Herzl
- Hart
- Hartman

## K
- Kabakoff
- Kagan
- Kahan
- Kahn
- Karp
- Kastner
- Kaufman
- Kazan
- Kirshner
- Klarsfeld
- Klausner
- Klein
- Kleinman
- Klopman
- Knoll
- Kohn
- Konigsberg
- Kovalski
- Krakauer
- Kramer
- Krauss
- Kravitz
- Krieger
- Kunstler
- Kurtz
- Kurtzman
- Kushner

## L
- Landau
- Langer
- Langerman
- Lehrer
- Leibowitz
- Lewinsky
- Lipsky
- Liss
- Litvak
- Loeb
- Loewenberg

## M
- Malamud
- Malkov
- Mandelbaum
- Meltzer
- Mendelsohn
- Metzger
- Miller[1]
- Minsky
- Mintz

## N
- Nagler

## O
- Oppenheimer
- Orbach
- Osternaud

## P
- Peltz
- Perlman
- Plotnick
- Polak
- Portnoy
- Posner
- Prager
- Pressman

## Rewinski
- Rabinowitz
- Reichman
- Reisser
- Reznick
- Richter
- Rosenberg
- Rosenblatt
- Rosenblum
- Rosenfeld
- Rosenthal
- Rosenzweig
- Rotenberg
- Roth
- Rothbard
- Rothman
- Rothshild

## S
- Salzman
- Sandler
- Schachter
- Schaeffer
- Scharf
- Schechter
- Schlesinger
- Schmidt
- Schnitzer
- Schreiber
- Schwartzman
- Serroukh
- Seideman
- Shapiro
- Shein
- Sher
- Sherman
- Shulman
- Shuster
- Silverstein
- Singer
- Sklar
- Snyder
- Sofer
- Sokol
- Sokolovski
- Spector
- Spielman
- Springer
- Stein
- Steinberg
- Steiner
- Stone
- Strauss

## T
- Tabachnik
- Tannenbaum
- Tauber
- Teitelbaum
- Teller
- Tuchman

## U
- Unger

## V
- Veil

## W
- Wachtel
- Waldman
- Wallach
- Wasserman
- Wechsler
- Weil
- Weill
- Weinberg
- Weiner
- Wiener
- Wolf
- Wolfson

## Z
- Zimmer
- Zimmerman
- Zucker
- Zuckerberg
- Zuckerman
- Zylberstein